# Герб лена Емтланд
Герб лена  (швед. Jämtlands läns vapen) — герб современного административно-территориального образования лена Емтланд, Швеция.

## История
Герб лена утверждён в 1935 году.

## Описание (блазон)
Щит пересечён; в верхнем лазоревом поле серебряный лось с червлёными рогами и копытами, перед которым вздыблена золотая собака обращённая влево, а на спине лося сидит золотой сокол, в нижнем серебряном поле — чёрный молот с червлёным хвостовиком, справа — чёрные клещи рукоятками вниз, слева — два чёрных молоточка с червлёными рукоятками вверх и вниз.

## Содержание
В гербе лена объединены символы исторических провинций (ландскапов) Емтланд и Херьедален.
Герб лена может использоваться органами власти увенчанный королевской короной.

Герб Емтланда
Герб Херьедалена
Герб лена с королевской короной